# Ivan Svanström
Karl Ivan Herbert Svanström (i riksdagen kallad Svanström i Trostad), född 9 oktober 1918 i Lofta församling, Kalmar län, död där 25 augusti 1984, var en svensk lantbrukare och riksdagspolitiker (centerpartiet).
Svanström var riksdagsledamot i första kammaren 1960–1970 för Kalmar läns valkrets. Han var också ledamot i den nya enkammarriksdagen från 1971 och landstingsledamot.
Svanström var också författare till böckerna Socknen i mitt hjärta - Lofta socken (1974), Torparna (1975), Byborna (1980) och Sockenborna (1982).